# Die drei Musketiere (1948)
Die drei Musketiere (Original: The Three Musketeers) ist eine Verfilmung des berühmten gleichnamigen Romans von Alexandre Dumas mit Gene Kelly und Lana Turner aus dem Jahr 1948.

## Handlung
Der junge D’Artagnan verlässt sein Heimatdorf in der Gascogne, um in Paris ein Musketier im Dienste seiner Majestät, des Königs Ludwig XIII. zu werden. In seiner Tasche hat er das Empfehlungsschreiben seines Vaters, eines ehemaligen Musketiers und Freundes des aktuellen Hauptmannes der Musketiere, Treville. Sein Vater hat ihm die Fechtkunst meisterhaft vermittelt und gibt ihm den guten Rat mit auf den Weg, sich niemals ungestraft kompromittieren zu lassen. Diesen Rat befolgt er nur zu gerne. Schon sehr bald, noch bevor er Paris erreicht hat, gerät D’Artagnan in eine Auseinandersetzung mit Rochefort, dem Vertrauten von Kardinal Richelieu, sowie dessen Begleitung, der geheimnisvollen Lady de Winter. Bei dieser ersten Gelegenheit, seine Ehre im Kampf zu bewahren, wird er von den Schergen Rocheforts kurzerhand hinterrücks niedergeschlagen und beraubt, auch sein Empfehlungsschreiben wird ihm genommen. In Paris angekommen lernt er nicht nur seine neuen Freunde und Mitstreiter Athos, Porthos und Aramis kennen, sondern auch die Nichte seines Vermieters, Constance Bonacieux, und verliebt sich. Viele Abenteuer und Verwicklungen liegen noch vor und auf dem Weg des tapferen Helden D’Artagnan. Angetrieben von seinem Wunsch, Musketier des Königs zu werden und sich im Kampf zu beweisen, gerät er in den Dunstkreis sowohl der Königin als auch des Kardinals, erlebt zahlreiche gefährliche Situationen und bedarf mitunter seiner neuen Freunde, um überhaupt davonzukommen. Trotzdem macht er sich auf, für die Ehre der Königin nach England zu reisen, um von dem heimlichen Geliebten der Königin, Lord Buckingham, eine verschenkte Schmuckschatulle zurückzubringen und eine Intrige Richelieus zu verhindern. Zu seiner Unterstützung wird er von Athos, Porthos und Aramis sowie von seinem tumben, aber treuen Diener Planchet begleitet.
Kurz nach D’Artagnans Rückkehr aus England wird Constance auf Geheiß von Kardinal Richelieu entführt. D’Artagnan macht sich an Milady de Winter heran, entdeckt ein delikates Geheimnis und kann sich nur knapp retten. Constance wird befreit und nach England in Sicherheit gebracht, kurz danach bricht Krieg aus, in den auch unsere vier Freunde mit hineingezogen werden. Sie belauschen in einem Gasthaus heimlich ein konspiratives Treffen zwischen dem Kardinal und Lady de Winter. Diese soll nach England reisen und Buckingham töten. Planchet reist auf D’Artagnans Geheiß ebenfalls nach England, um Buckingham zu warnen. Lady de Winter wird überführt und soll hingerichtet werden. Constance wird zu ihrer Wächterin bestimmt. Milady de Winter gelingt es nach einem längeren Psychoduell, Constance sowie eine Wache und Buckingham auszuschalten und dann zu fliehen. Athos und D’Artagnan, die Constance helfen wollten, kommen zu spät; nachdem Constance in D’Artagnans Armen gestorben ist, bleibt ihnen selbst ebenfalls nur die Flucht.
Zurück in Paris machen die vier Freunde Lady de Winter ausfindig, sprechen das Todesurteil über sie aus und lassen die Gefangene hinrichten. Bei der darauffolgenden Flucht Richtung Spanien werden sie überwältigt und festgenommen. Ihr Schicksal scheint besiegelt, aber der junge D’Artagnan hat noch einen Trumpf: den von Kardinal Richelieu persönlich gesiegelten sowie unterschriebenen Reisepass der Gräfin mit dem Vermerk, dass alles, was der Inhaber dieses Schreibens unternehme, dem Wohle des Staates dienen würde. Den Hintergrund dieses Briefs darf der König nicht erfahren – also muss Richelieu einlenken. Aramis erhält die Erlaubnis, ein geistliches Amt anzutreten. Porthos darf reich heiraten, Athos bekommt seinen Besitz zurück und D’Artagnan soll im Namen Frankreichs mit dem Kriegsgegner England über ein Friedensangebot verhandeln.

## Kritiken
„Diese Hollywood-Verfilmung des gleichnamigen Romans von Alexandre Dumas d.Ä. um die vier Helden ist die wohl gelungenste. Ein Film, an dem nahezu alles stimmt: Besetzung, Inszenierung, Action und Farbgestaltung.“

„Gelungene Verfilmung des historischen Abenteuerromans von Alexandre Dumas: mit übermütiger Vitalität, rasantem Tempo, Phantasie und brillanten Fechtszenen.“

## Auszeichnungen
- Eine Oscar-Nominierung für Robert Planck in der Kategorie Beste Kamera/Farbe